# 居牢縣
居牢縣是唐代瀘州都督府淯州所屬的一個羈縻縣，武則天久視元年（700年）置。其轄地在今四川省長寧縣一帶地方，是唐代招撫當地土著所設置的縣，一般由其頭人任縣官。